# OAKSTAR
OAKSTAR est un programme clandestin de surveillance de l'Internet de la National Security Agency (NSA). Le budget pour l'année fiscale 2013 d'OAKSTAR est de 9,41 millions US$. Il a été révélé en 2013 à la suite de fuites du lanceur d'alerte Edward Snowden.
OAKSTAR chapeaute dans les faits plusieurs autres programmes de surveillance des télécommunications. Pour y parvenir, il utilise le programme Upstream collection, c'est-à-dire qu'il recueille les données directement de la dorsale Internet,. Upstream collection peut traiter de grands volumes d'information, il revient aux partenaires de la NSA de filtrer les données pertinentes qui sont ensuite transmises à la NSA.
OAKSTAR comprend ces SIGAD :
| Désignation       | Nom de code    | Autorité légaleVoir note | Cibles principales                                                                         | Type d'information recueillie                                | Remarques                                                                   |
| ----------------- | -------------- | ------------------------ | ------------------------------------------------------------------------------------------ | ------------------------------------------------------------ | --------------------------------------------------------------------------- |
| US-3206 (PDDG:6T) | MONKEYROCKET   | Executive Order 12333    | Contre-terrorisme au Proche-Orient, Europe et Asie                                         | métadonnées DNI et contenu                                   | Point d'accès à l'étranger, prévu pour entrer en fonction au printemps 2012 |
| US-3217 (PDDG:MU) | SHIFTINGSHADOW |                          | Communications de l'Afghanistan : MTN Afghanistan, réseau GSM de Roshan (telco) (en), AWCC | métadonnées DNR et voix ; timing advances et géolocalisation | Point d'accès à l'étranger                                                  |
| US-3230 (PDDG:0B) | ORANGECRUSH    |                          | "To be determined"                                                                         | Voice, fax, DNI, DNR, and metadata                           | Point d'accès à l'étranger via PRIMECANE et parties tierces (hypothétique)  |
| US-3247 (PDDG:PJ) | YACHTSHOP      |                          | Métadonnées DNI pour le monde entier                                                       | Métadonnées DNI pour le monde entier                         | Accès via les partenaires BLUEANCHOR ; contribue à MARINA                   |
| US-3251           | ORANGEBLOSSOM  |                          |                                                                                            |                                                              |                                                                             |
| US-3273 (PDDG:SK) | SILVERZEPHYR   | Transit Authority et FAA | Amériques centrale, du Sud et latine                                                       | Métadonnées DNR, voix et fax ; contenu DNI                   | Accès réseau via les partenaires STEELKNIGHT                                |
| US-3277           | BLUEZEPHYR     |                          |                                                                                            |                                                              |                                                                             |
| US-3354           | COBALTFALCON   |                          |                                                                                            |                                                              |                                                                             |

Note : les SIGAD qui ne sont pas identifiés sont vraisemblablement opérés sous l'autorité légale accordée par la Section 702 du FISA Amendments Act (FAA).

## Glossaire
- DNI : Digital Network Intelligence (réseau de renseignement numérique)[4]
- DNR : Dial Number Recognition (reconnaissance des numéros composés)[4]
- MARINA: une base de données des métadonnée de l'Internet[5],[6]
- Timing advances : (inconnu).
- Transit Authority : une autorité légale qui affirme que les communications qui transitent par les États-Unis peuvent être étudiées, à la condition que les deux extrémités se trouvent hors du pays.

## Diaporamas sur OAKSTAR et Upstream Collection

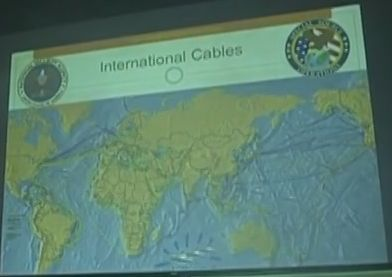
Upstream : carte des câbles internationaux
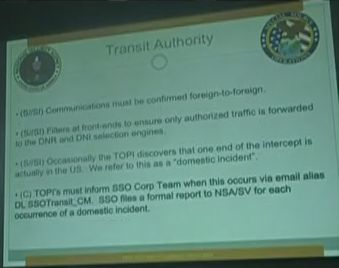
Upstream : Transit Authority
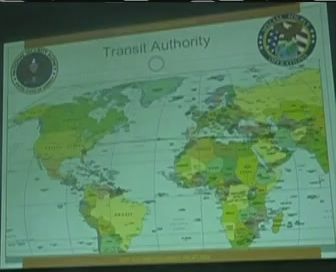
Upstream : Carte du Transit Authority
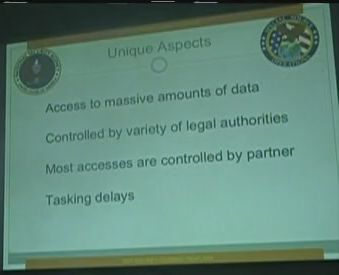
Upstream : aspects distinctifs
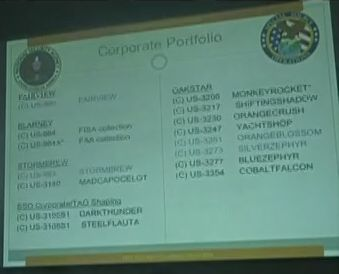
Upstream : portfolio corporatif
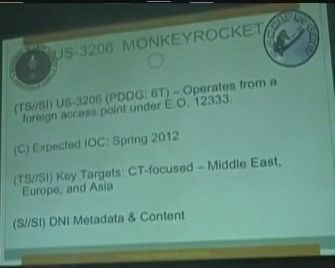
OAKSTAR : SIGAD MONKEYROCKET
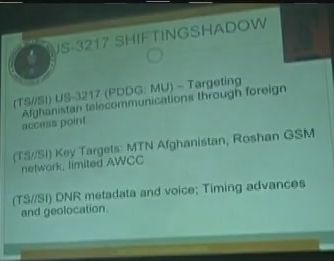
OAKSTSAR : SIGAD SHIFTINGSHADOW
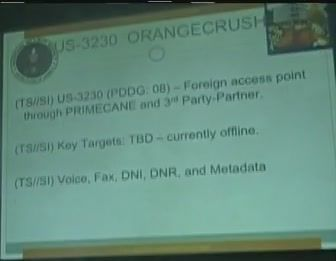
OAKSTAR : SIGAD ORANGECRUSH
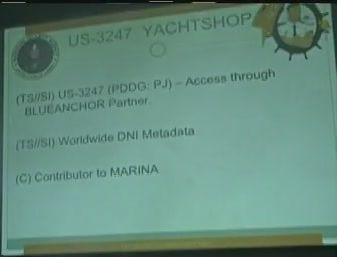
OAKSTAR : SIGAD YACHTSHOP
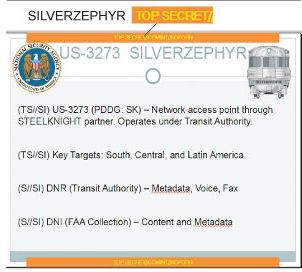
OAKSTAR : SIGAD SILVERZEPHYR